# Спироу, Джон
Джон Спироу (англ. John Speraw) – бывший американский волейболист, волейбольный тренер.

## Биография
Родился в 1971 году в  Аркейдии (штат Калифорния).
Обучался в Калифорнийском университете в Лос-Анджелесе. Выступал за местную команду на позиции центрального блокирующего и помог ей выиграть   два  чемпионата Национальной Ассоциации Студенческого Спорта (NCAA).
Начинал тренерскую команду в командах студенческих и университетских лиг. В 2008 году Спироу был помощником Хью Маккатчена  на Олимпийских играх в Пекине, где американцы впервые с 1988 года взяли золотые награды. 
В июне 2012 года он возглавил  мужскую волейбольную команду  Калифорнийского Университета   в Лос-Анджелесе, а с 23 марта 2013 стал также главным тренером сборной США. Под руководством тренерского штаба Спироу (в него также входят  Мэтт  Фюрбрингер, Майк  Уолл, Андреа Бэкер,  Аарон  Брок  и технический координатор  Нэйт  Нго) сборная США выиграла бронзовые медали Олимпиады 2016 года,  Мировую Лигу  (2014) и Кубок Мира (2015),  а также титул  чемпиона NORCECA в 2013 году и третье  место в Мировой Лиге в 2015 году.
В июне 2016 года Федерация волейбола США продлила со Спироу контракт до 2020 года. Спироу 12 лет руководил мужской сборной, и в 2024 году был назначен президентом и генеральным директором федерации волейбола США.